# Tokyo Toden
Tokyo Toden (東京都電?, Tōkyō Toden) è quanto rimane dell'un tempo estesa rete tranviaria della città di Tokyo, la capitale del Giappone. Il nome è un'abbreviazione popolare, in seguito divenuta ufficiale, di treno di Tokyo (東京都電車?, Tōkyō Densha), e oggi è gestita dalla società pubblica Toei, che gestisce, fra l'altro, diverse linee di bus e alcune della metropolitana di Tokyo.

## Storia

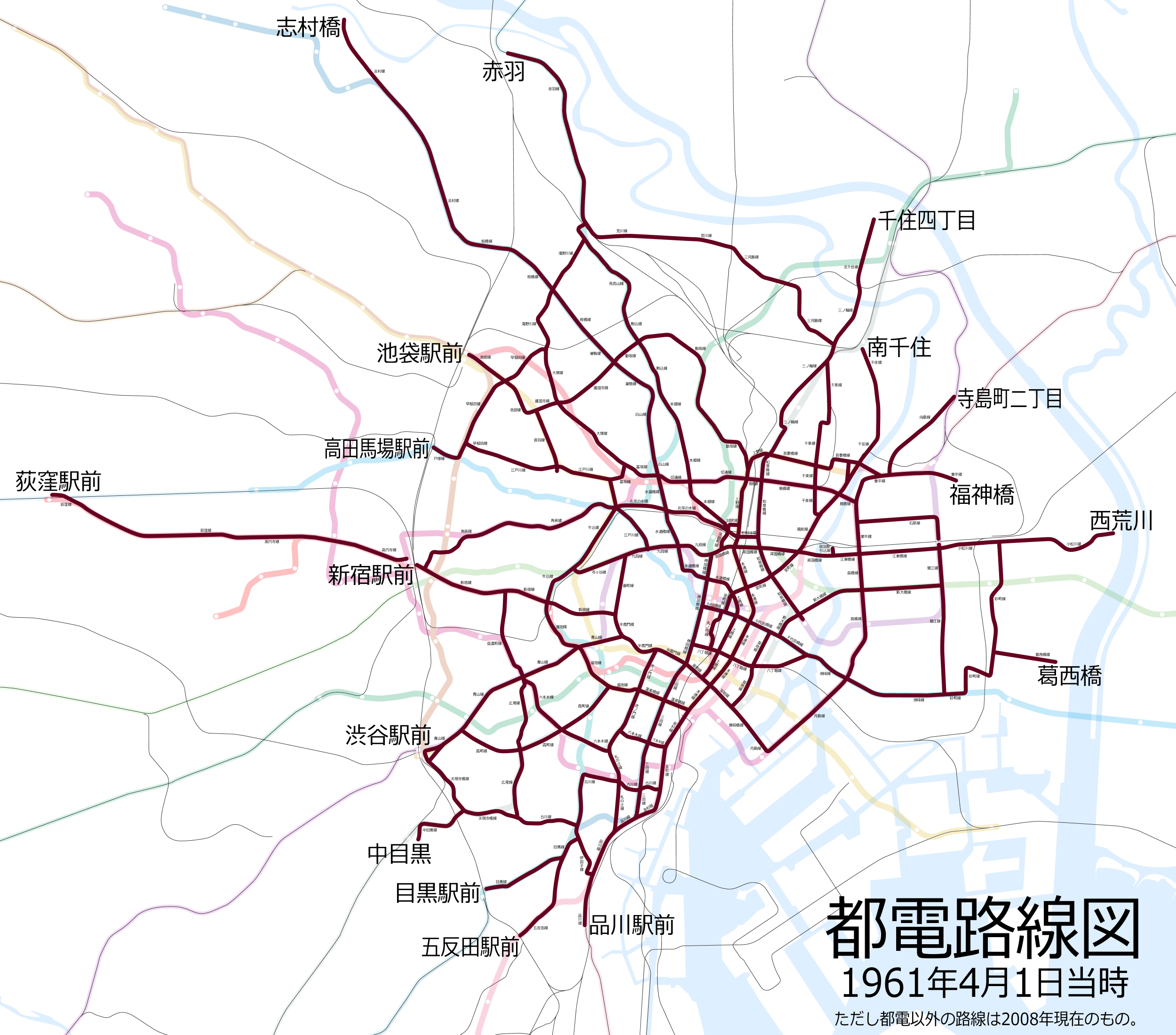
La rete poco dopo il periodo di massima estensione, nel 1961

La rete Toden nacque nel 1903, con la conversione alla trazione elettrica della preesistente ippovia di Tokyo, fra Shimbashi e Shinagawa. Nello stesso anno avviò il servizio anche la Ferrovia urbana di Tokyo (街鐡?, Gaitetsu) fra Sukibayashi (Ginza) e Keabashi, attorno all'attuale stazione di Tokyo e, nel 1904, fu la volta della linea Sotobori della Ferrovia Elettrica di Tokyo, che univa stavolta Shinbashi con la stazione di Ochanomizu, e nel 1906 le tre società si fusero nelle Ferrovie di Tokyo, acquistate a loro volta, nel 1911, dalla città di Tokyo, creeo la tranvia di Tokyo (東京市電?, Tōkyō Shiden).
Nei decenni successivi la rete vide un vasto sviluppo, con diverse altre società partecipanti e integrate nella rete della città, in particolare fra il 1911 e il 1922, e ancora, fra il 1933 e il 1943.
La seconda guerra mondiale e i bombardamenti provocarono gravi danni alla rete, e nove percorsi vennero chiusi. In seguito, fra il 1945 e il 1951, durante l'occupazione americana del Giappone, la rete venne lentamente ripristinata e espansa, anche se alcune linee furono nuovamente chiuse, o convertite a filobus.
Durante il periodo di massimo splendore, gli anni cinquanta del XXI secolo, la rete Toden era costituita da 41 percorsi che si snodavano per 213 km di tracciato, fra i maggiori del mondo. Le Olimpiadi di Tokyo tuttavia, videro l'apertura di nuove linee di metropolitana, che rendevano superflue alcune linee di superficie, come la linea Suginami (Shinjuku-Ogikubo), che quindi chiusero. Dopo il grande evento, nel pieno del miracolo economico del Giappone, la diffusione dei mezzi privati e il maggior focus sull'impiego di bus e metropolitane, portarono, fra il 1967 e il 1972, alla dismissione di ben 181 km di binari.
Nel 1974 i rimanenti 12 km di tracciato vennero unificati, creando la tranvia Toden Arakawa, da quell'anno l'unica rete tranviaria della Toei, e una delle due linee rimaste a Tokyo, assieme alla linea Tōkyū Setagaya nella parte occidentale della città.

## Rete

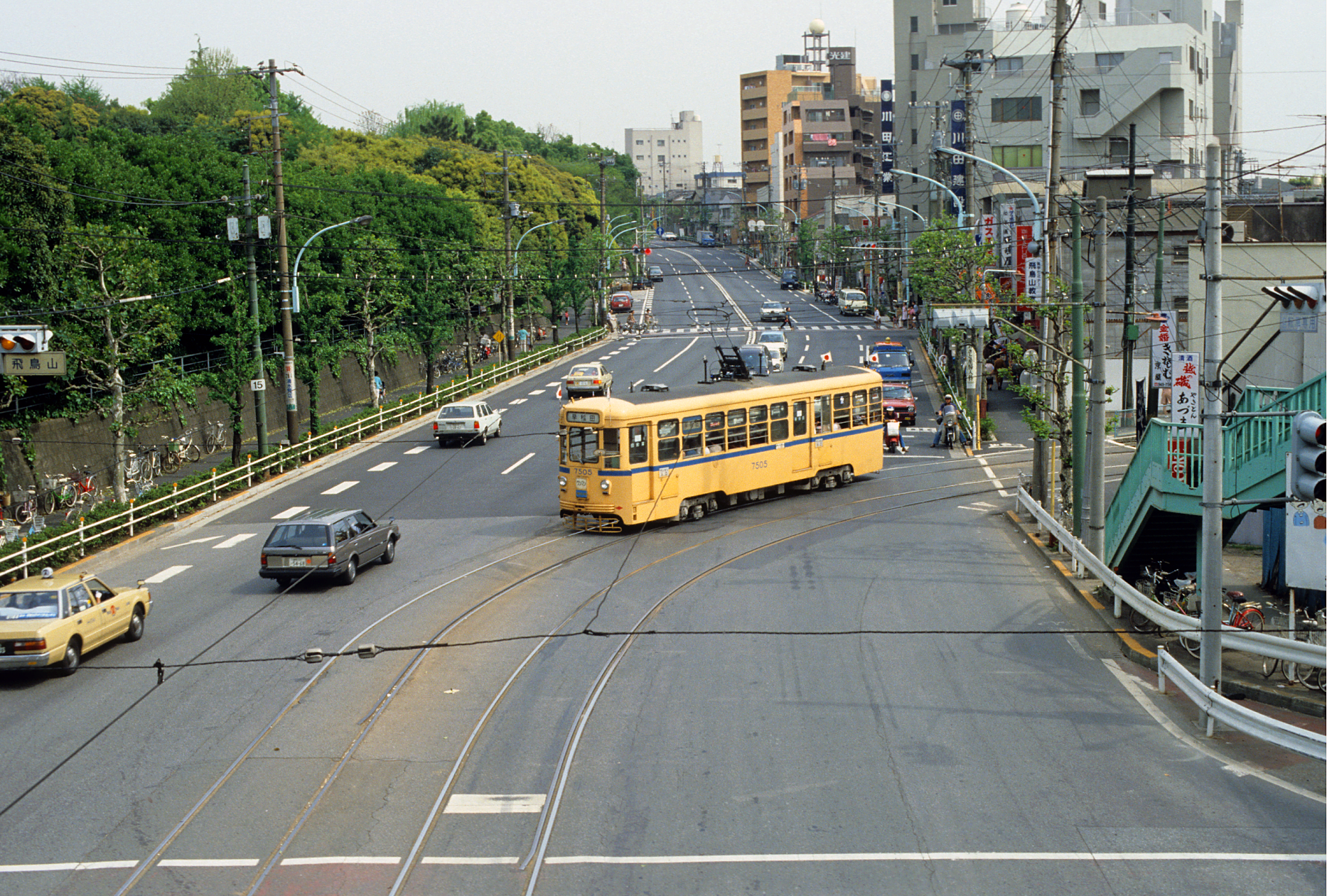
La linea Arakawa nel 1985, già all'epoca l'unica linea della rete

La rete è al 2014 composta da un'unica linea di 12,2 km che unisce l'area nord-ovest a quella nord-est della città:
■ Tranvia Toden Arakawa (都電荒川線): Minowabashi - Waseda

### Rete dismessa

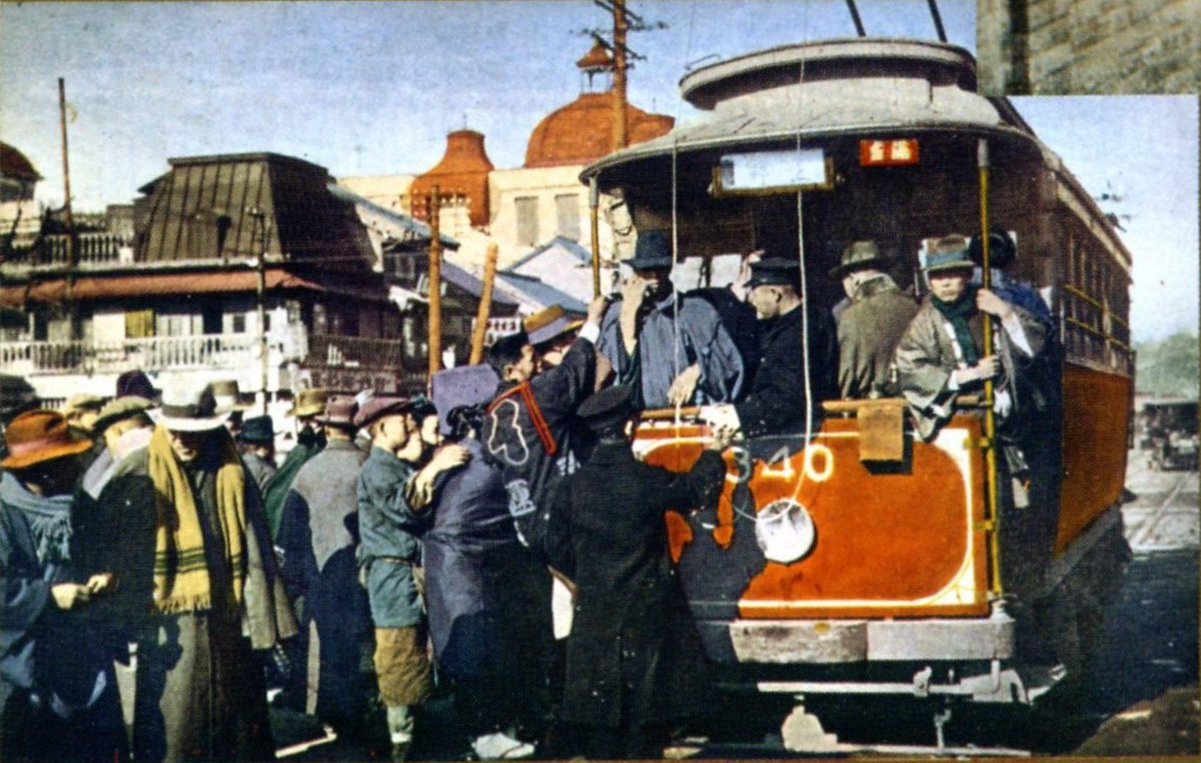
Illustrazione di un tram affollato durante i primi anni di esercizio

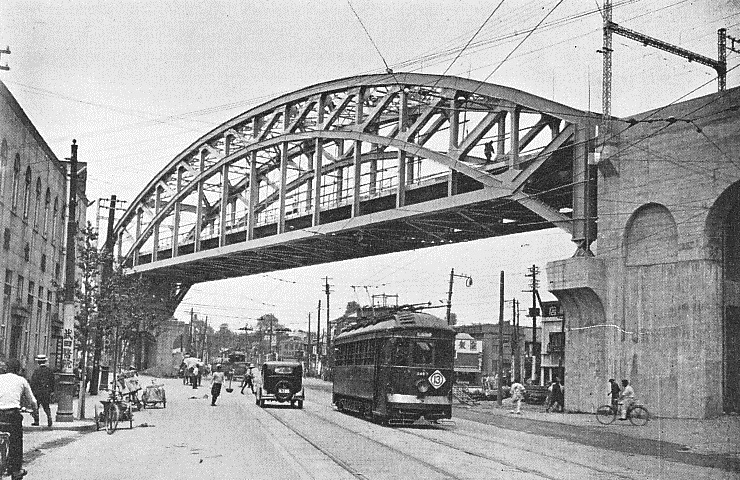
Tram a Matsuzumicho negli anni '30

Questa è la lista delle linee tranviarie dismesse, in base al nome ufficiale dei percorsi al 1962.

#### Linee inizialmente possedute dalle Ferrovie Elettriche di Tōkyō (Tōden)
- Linea Azumabashi ■ Linea 24 e ■ 30.

Ueno-Ekimae —Honjo-Azumabashi
1904 —1972
- Linea Hondōri ■ Linea 1, ■ 4, ■ 19, ■ 22 e ■ 40.

Shimbashi —Sudachō
1903 —1971
- Linea Kanasugi ■ Linea 1 e ■ 4.

Mita —Shimbashi
1903 —1969
- Linea Kuramae ■ Linea 22 e ■ 31.

Kaminarimon —Asakusabashi
1904 —1971
- Linea Muromachi ■ Linea 22 e ■ 31.

Asakusabashi —Marunouchi-Itchōme
1904 —1971
- Linea Shinagawa ■ Linea 1, ■ 3 e ■ 7.

Kita-Shinagawa —Mita
1903 —1967
I treni provenienti dalla Ferrovia Elettrica Keihin (le attuali Ferrovie Keikyū) percorrevano una sezione fra le stazioni di Shinagawa e Kita-Shinagawa.
- Linea Ueno ■ Linea 1, ■ 19, ■ 20, ■ 24, ■ 30, ■ 37 e ■ 40.

Sudachō —Ueno-Ekimae
1903 —1972

#### Linee appartenute alla Ferrovia Urbana di Tōkyō
- Linea Aoyama ■ Linea 6, ■ 9 e ■ 10.

Miyakezaka —Shibuya-Ekimae
Circa 1904 —1968
- Linea Bammachi ■ Linea 10.

Hanzōmon —Kudanshita
Circa 1905 —1963
- Linea Chiyodabashi ■ Linea 15, ■ 28 e ■ 38.

Ōtemachi —Eitaibashi
Circa 1904 —1972
- Linea Edogawa ■ Linea 15 e ■ 39.

Kudanshita —Waseda
Circa 1905 —1968
- Linea Hamachō Line

Ningyōchō —Ryōgoku
Circa 1904 —1944
- Linea Hanzōmon ■ Linea 8, ■ 9, ■ 10 e ■ 11.

Hibiya-Kōen —Hanzōmon
1903 —1968
- Linea Hongō ■ Linea 19.

Circa Sudachō —Hakusan-ue
1904 —1971
- Linea Hōraibashi Line

Miharabashi —Hōraibashi
Circa 1904 —circa 1909
- Linea Ichigaya ■ Linea 12.

Circa 1905 —1970
- Linea Keabashi ■ Linea 2, ■ 5, ■ 15, ■ 25, ■ 35 e ■ 37.

Hibiya-Kōen —Ogawamachi
1903 —1968
- Linea Kiridōshi ■ Linea 16 e ■ 39.

Bunkyō-Kuyakusho-mae —Ueno-Hirokōji
Circa 1904 —1971
- Linea Kōtōbashi ■ Linea 25, ■ 29 e ■ 38.

Ryōgoku-Nichōme —Kinshibori
Circa 1905 —1972
- Linea Kudan ■ Linea 10, ■ 12 e ■ 15.

Ogawamachi —Kudanshita
Circa 1904 —1970
- Linea Mita ■ Linea 2, ■ 5, ■ 35 e ■ 37.

Mita —Hibiya-Kōen
Circa 1904 —1968
- Linea Narihira ■ Linea 16, ■ 23 e ■ 24.

Midorichō-Itchōme —Fukujimbashi
Narihirabashi —Asakusa-Ekimae (l'attuale stazione di Tōbu Narihirabashi.)
Circa 1905 —1972
- Linea Ryōgokubashi ■ Linea 10, ■ 12, ■ 25 e ■ 29.

Ogawamachi —Ryōgoku-Nichōme
1903 —1972
- Linea Shinjuku ■ Linea 11, ■ 12 e ■ 13.

Hanzōmon —Shinjuku-Ekimae
1903 —1970
- Linea Suzaki ■ Linea 28 e ■ 38.

Eitaibashi —Tōyō-Kōen-mae
Fukushimabashi (Eitai-Nichōme) —Kamezumichō (Fukagawa-Itchōme)
Circa 1904 —1972
- Linea Toranomon ■ Linea 3 e ■ 8.

Sakuradamon —Kamiyachō
Toranomon —Reinanzaka
Circa 1905 —1968
- Linea Tsukiji ■ Linea 8, ■ 9, ■ 11 e ■ 36.

Hibiya-Kōen —Kayabachō (—Ningyōchō)
1903 —1971
- Linea Umayabashi ■ Linea 16 e ■ 39.

Ueno-Hirokōji —Honjo-Itchōme
Circa 1905 —1971

#### Linee appartenute alla Ferrovia Elettrica di Tōkyō (linea Sotobori )
- Linea Dobashi ■ Linea 17.

Shin-Tokiwabashi —Shimbashi-eki-Kitaguchi
Circa 1904 —1968
- Linea Hiroo ■ Linea 7.

Aoyama-Itchōme —Tengenjibashi
Circa 1905 —1969
- Linea Hōraibashi ■ Linea 6.

Miharabashi —Toranomon
Circa 1905 —1967
- Linea Nishikichō Line

Ochanomizu —Shin-Tokiwabashi
Circa 1904 —1944
- Linea Ochanomizu ■ Linea 13 e ■ 19.

Iidabashi —Akihabara-eki-Higashiguchi
Circa 1905 —1971
- Linea Shinanomachi ■ Linea 7 e ■ 33.

Yotsuya-Sanchōme —Kita-Aoyama-Itchōme
Circa 1905 —1969
- Linea Tameike ■ Linea 3 e ■ 6.

Toranomon —Yotsuya-Mitsuke
Circa 1905 —1967
- Linea Ushigome ■ Linea 3 e ■ 12.

Yotsuya-Mitsuke —Iidabashi
Circa 1905 —1970

#### Linee create dal gruppo Ferrovie di Tōkyō
- Linea Furukawa ■ Linea 4, ■ 5, ■ 7, ■ 8 e ■ 34.

Tengenjibashi —Kanasugibashi
Circa 1910 —1969
Vicino a Ichinohashi i binari erano situati al centro delle due carreggiate.
- Linea Hakusan ■ Linea 2, ■ 18 e ■ 35.

Bunkyō-Kuyakusho-mae —Hakusan-ue
Circa 1910 —1968
- Linea Izumibashi ■ Linea 13 e ■ 21.

Doshūbashi —Ueno-Ekimae
Circa 1910 —1970
Lungo via Shōwa, vicino alla stazione di Ueno, i binari erano situati al centro delle due carreggiate.
- Linea Minowa ■ Linea 21 e ■ 31

Circa 1910 —1969
- Linea Ōtsuka ■ Linea 16 e ■ 17.

Denzūin-mae —Ōtsuka-Ekimae
Circa 1910 —1971
- Linea Senju ■ Linea 22.

Komagata-Nichōme —Minami-Senju
Circa 1910 —1971
- Linea Sugamo ■ Linea 2, ■ 18 e ■ 35.

Hakusan-ue —Sugamo-Shako-mae
Circa 1910 —1968
- Linea Suidōbashi ■ Linea 2, ■ 17, ■ 18 e ■ 35.

Shin-Tokiwabashi —Bunkyō-Kuyakusho-mae
Circa 1910 —1968
- Linea Takahashi ■ Linea 23.

Monzen-Nakachō —Midorichō-Itchōme
Circa 1910 —1972
- Linea Tomisaka ■ Linea 16, ■ 17 e ■ 39.

Ōmagari —Bunkyō-Kuyakusho-mae
Circa 1910 —1971

#### Linee create dalle Tranvie Elettriche Ōji

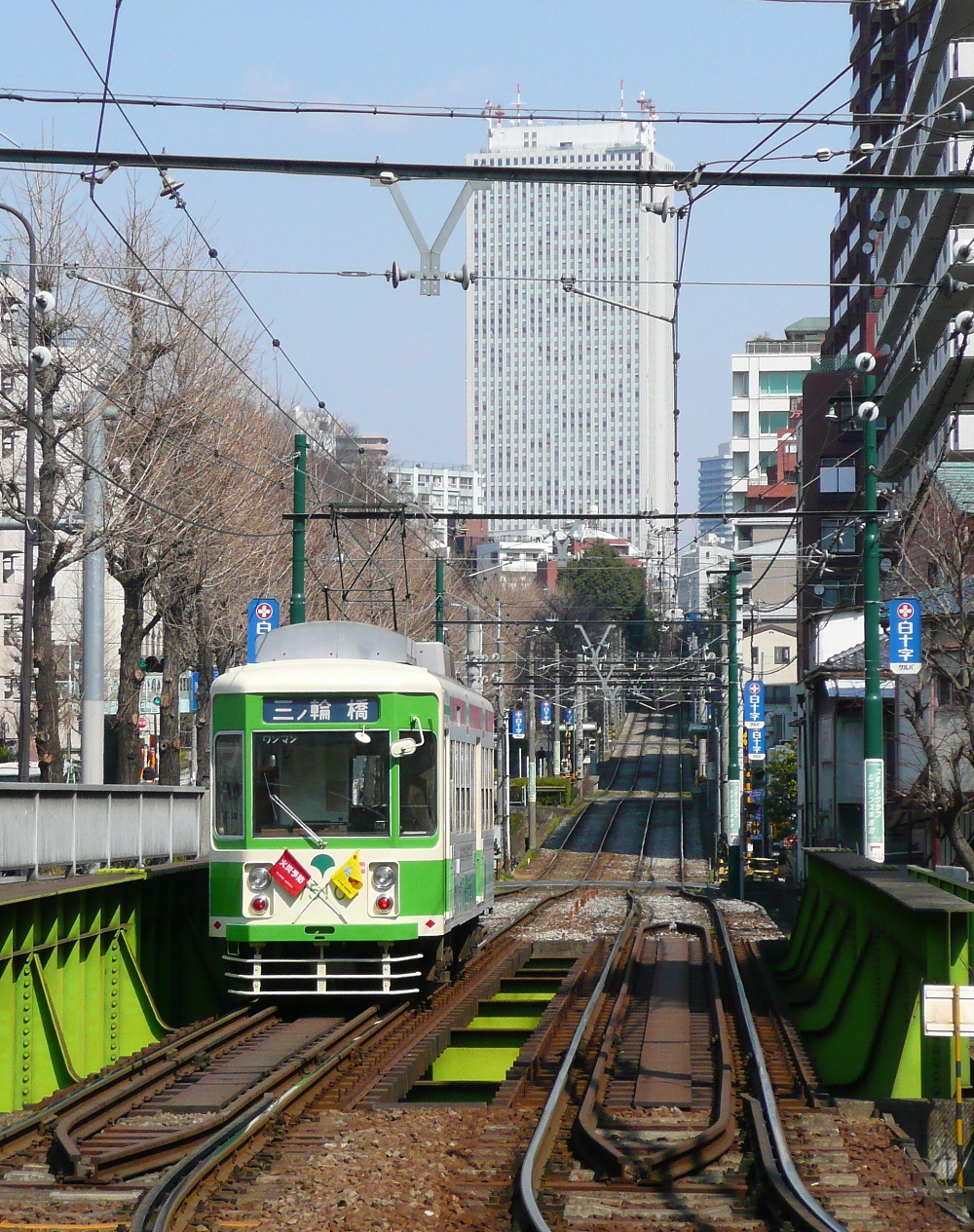
Tram in corsa presso Takadobashi, sull'attuale linea Toden Arakawa

- Linea Akabane ■ Linea 27.

Ōji-Ekimae —Akabane
1926 —1972
- Linea Arakawa ■ Linea 27 e ■ 32.

Kumanomae —Ōji-Ekimae
1913 —ancora in servizio
L'attuale linea Toden Arakawa.
- Linea Mikawashima ■ Linea 27.

Minowabashi —Kumanomae
1913 —ancora in servizio
L'attuale linea Toden Arakawa
- Linea Takinogawa ■ Linea 32.

Ōji-Ekimae —Ōtsuka-Ekimae
1911 —ancora in servizio
L'attuale linea Toden Arakawa
- Linea Waseda ■ Linea 32.

Ōtsuka-Ekimae —Waseda
1925 —ancora in servizio
L'attuale linea Toden Arakawa

#### Linee create dalle Tranvie Elettriche Jōtō
- Linea Ichinoe ■ Linea 26.

Higashi-Arakawa —Imaibashi
1925 —1952
Chiamata linea Imai; linea isolata senza alcun interscambio con altri mezzi lungo il suo percorso.
- Linea Komatsugawa ■ Linea 25, ■ 29 e ■ 38.

Kinshibori —Nishi-Arakawa
1917 —1972
Lungo via Keiyō, vicino alla stazione di Kameido, i binari erano situati al centro delle due carreggiate.
- Linea Sunamachi ■ Linea 29 e ■ 38.

Suijimmori —Suzaki
1921 —1972

#### Linee create dalle Ferrovie Elettriche Tamagawa
- Linea Naka-Meguro ■ Linea 8.

Shibuyabashi —Naka-Meguro
- Linea Tengenjibashi ■ Linea 8 e ■ 34.

Shibuya-Ekimae —Tengenjibashi

#### Linee create dalle Ferrovie Seibu
Le uniche linee con scartamento di 1067 mm. Il resto della rete era a 1372 mm.
- Linea Kōenji ■ Linea 14.

Shinjuku-Ekimae —Kōenji-Itchōme
1921 —1963
Chiamata linea Suginami
- Linea Ogikubo ■ Linea 14.

Kōenji-Itchōme —Ogikubo-Ekimae
1921 —1963
Chiamata linea Suginami

#### Altre linee
- Linea Asukayama ■ Linea 19.

Komagome-Ekimae —Asukayama
Circa 1920 —1971
- Linea Awajimachi ■ Linea 37.

Awajimachi —Soto-Kea-Sanchōme
Circa 1920 —1967
- Linea Dōzaka ■ Linea 20, ■ 37 e ■ 40.

Ueno-Kōen —Sengoku-Itchōme
Tardi anni '10 —1971
Ueno-Kōen-mae —Nezu-Itchōme (la linea, lungo il laghetto Shinobazu, era in sede riservata).
- Linea Ebisu Line

Tengenjibashi —Ebisu-Chōjamaru
1913 —1944
Anche chiamata linea Toyosawa o linea Tengenji.
- Linea Fudanotsuji ■ Linea 3 e ■ 8.

Iikura-Itchōme —Fudanotsuji
Circa 1912 —1967
- Linea Gokokuji ■ Linea 17 e ■ 20.

Sengoku-Itchōme —Gokokuji-mae
Circa 1920 —1971
- Linea Gotea ■ Linea 4.

Seishōkō-mae —Gotea-Ekimae
Tardi anni '20 —1967
- Linea Hatchōbori ■ Linea 5.

Baba-Sakimon —Eitaibashi
Circa 1920 —1967
- Linea Ikebukuro ■ Linea 17.

Gokokuji-mae —Ikebukuro-Ekimae
Primi anni '30 —1969
- Linea Isarago ■ Linea 4, ■ 5 e ■ 7.

Furukawabashi —Sengakuji
Circa 1912 —1969
- Linea Ishiwara ■ Linea 16.

Ishiwarachō-Itchōme —Kinshichō-Ekimae (Kitaguchi)
Taiheichō-Sanchōme —Kameido-Tenjimbashi
Tardi anni '20 —1971
- Linea Itabashi ■ Linea 18 e ■ 41.

Sugamo-Shako-mae —Itabashi-Ekimae
Ultimi anni '20 —1966
A volte inclusa nella linea Shimura.
- Linea Kachidokibashi ■ Linea 11.

Tsukiji-Tsukishima
1947 —1968
- Linea Kasaibashi ■ Linea 29.

Sakaigawa —Kasaibashi
Primi anni '40 —1972
- Linea Kasumichō ■ Linea 6.

Tameike —Minami-Aoyama-Gochōme
Ultimi anni '10 —1967
- Linea Kita-Senju ■ Linea 21.

Senju-Ōhashi —Senju-Yonchōme
Ultimi anni '20 —1968
- Linea Komagome ■ Linea 19.

Mukōgaoka-Nichōme —Komagome-Ekimae
Ultimi anni '10 —1971
- Linea Marunouchi ■ Linea 28 e ■ 31.

Marunouchi-Itchōme —Tochō-mae
Circa 1920 —1969
- Linea Meguro ■ Linea 4 e ■ 5.

Gyoranzaka-shita —Meguro-Ekimae
Circa 1912 —1967
- Linea Mukōjima ■ Linea 30.

Honjo-Azumabashi —Higashi-Mukōjima-Nichōme
Ultimi anni '20 —1969
- Linea Otowa ■ Linea 20.

Gokokuji-mae —Yaraishita
Ultimi anni '20 —1971
- Linea Roppongi ■ Linea 3, ■ 8 e ■ 33.

Hamamatsuchō-Itchōme —Kita-Aoyama-Itchōme
1912 —1969
- Linea Ryōgoku-eki Leading ■ Linea 12.

Ryōgoku-Nichōme —Ryōgoku-Ekimae
1923 —1968
- Linea Sarue ■ Linea 28 e ■ 36.

Kinshichō-Ekimae (Minamiguchi) —Tōyō-Kōen-mae
Ultimi anni '20 —1972
- Linea Senzoku ■ Linea 31.

Kuramae-Itchōme —Minowa-Shako-mae
Circa 1920 —1969
- Linea Shibaura

Tōkyō-Kōguchi —Shibaura-Nichōme
1910 —1969;
Il servizio passeggeri cominciò negli anni '20.
- Linea Shimura ■ Linea 18 e ■ 41.

Itabashi-Ekimae —Shimurabashi
Primi anni '40 —1966
- Linea Shin-Ōhashi ■ Linea 9 e ■ 36.

Kayabachō —Sumiyoshichō-Nichōme
Circa 1912 —1971
- Linea Totsuka ■ Linea 15.

Takadanobaba-Ekimae —Omokagebashi
? —1968; L'anno di apertura è ignoto.
- Linea Tsukishima ■ Linea 23.

Monzen-Nakachō —Tsukishima
Circa 1920 —1972
- Linea Tsunohazu ■ Linea 13.

Iidabashi —Yotsuya-Sankōchō
Circa 1912 —1970

### Linee
Nel 1962 erano in servizio 41 linee, il maggior numero nella storia giapponese.
■ Linea 1
Shinagawa-Ekimae —Shinagawa Line —Kanasugi Line —Hondōri Line —Ueno Line —Ueno-Ekimae
■ Linea 2
Mita —Linea Mita —Linea Keabashi —Suidōbashi Line —Hakusan Line —Sugamo Line —Tōyō-Daigaku-mae
■ Linea 3
Shinagawa-Ekimae —Shinagawa Line —Fudanotsuji Line —Roppongi Line —Toranomon Line —Tameike Line —Ushigome Line —Iidabashi
■ Linea 4
Gotea-Ekimae —Gotea Line —Meguro Line —Isarago Line —Furukawa Line —Kanasugi Line —Hondōri Line —Ginza-Nichōme
■ Linea 5
Meguro-Ekimae —Meguro Line —Isarago Line —Furukawa Line —Mita Line —Keabashi Line —Hatchōbori Line —Eitaibashi
■ Linea 6
Shibuya-Ekimae —Aoyama Line —Kasumichō Line —Tameike Line —Hōraibashi Line —Shimbashi
■ Linea 7
Yotsuya-Sanchōme —Shinanomachi Line —Hiroo Line —Furukawa Line —Isarago Line —Shinagawa Line —Shinagawa-Ekimae
■ Linea 8
Naka-Meguro —Naka-Meguro Line —Tengenjibashi Line —Furukawa Line —Fudanotsuji Line —Roppongi Line —Toranomon Line —Hanzōmon Line —Tsukiji Line —Tsukiji
■ Linea 9
Shibuya-Ekimae —Aoyama Line —Hanzōmon Line —Tsukiji Line —Shin-Ōhashi Line —Hamachō-Nakanohashi
■ Linea 10
Shibuya-Ekimae —Aoyama Line —Hanzōmon Line —Bammachi Line —Kudanshita Line —Ryōgokubashi Line —Sudachō
■ Linea 11
Shinjuku-Ekimae —Shinjuku Line —Hanzōmon Line —Tsukiji Line —Kachidokibashi Line —Tsukishima
■ Linea 12
Shinjuku-Ekimae —Shinjuku Line —Ushigome Line —Ichigaya Line —Kudan Line —Ryōgokubashi Line —Ryōgoku-eki Leading Line —Ryōgoku-Ekimae
■ Linea 13
Shinjuku-Ekimae —Shinjuku Line —Tsunohazu Line —Ochanomizu Line —Izumibashi Line —Suitengū-mae
■ Linea 14
Shinjuku-Ekimae —Kōenji Line —Ogikubo Line —Ogikubo-Ekimae
■ Linea 15
Takadanobaba-Ekimae —Totsuka Line —Waseda Line —Edogawa Line —Kudan Line —Keabashi Line —Chiyodabashi Line —Kayabachō
■ Linea 16
Ōtsuka-Ekimae —Ōtsuka Line —Tomisaka Line —Kiridōshi Line —Umayabashi Line —Narihira Line —Ishiwara Line —Kinshichō-Ekimae
■ Linea 17
Ikebukuro-Ekimae —Ikebukuro Line —Gokokuji Line —Ōtsuka Line —Tomisaka Line —Suidōbashi Line —Dobashi Line —Sukiyabashi
■ Linea 18
Shimura-Sakaue —Shimura Line —Itabashi Line —Sugamo Line —Hakusan Line —Suidōbashi Line —Keabashi
■ Linea 19
Ōji-Ekimae —Takinogawa Line —Asukayama Line —Komagome Line —Hongō Line —Ochanomizu Line —Ueno Line —Hondōri Line —Tōri-Sanchōme
■ Linea 20
Edogawabashi —Otowa Line —Gokokuji Line —Dōzaka Line —Ueno Line —Sudachō
■ Linea 21
Senju-Yonchōme —Kita-Senju Line —Minowa Line —Izumibashi Line —Suitengū-mae
■ Linea 22
Minami-Senju —Senju Line —Kuramae Line —Muromachi Line —Hondōri Line —Shimbashi
■ Linea 22 Temporal
Kaminarimon —Kuramae Line —Muromachi Line —Hondōri Line —Shimbashi
The branch Linea was treated as a temporal Linea.
■ Linea 23
Fukujimbashi —Narihira Line —Takahashi Line —Tsukishima Line —Tsukishima
■ Linea 24
Fukujimbashi —Narihira Line —Azumabashi Line —Ueno Line —Sudachō
■ Linea 25
Nishi-Arakawa —Komatsugawa Line —Kōtōbashi Line —Ryōgokubashi Line —Keabashi Line —Hibiya-Kōen
■ Linea 26
Higashi-Arakawa —Ichinoe Line —Imaibashi
Already discontinued in 1952.
■ Linea 27
Minowabashi —Mikawashima Line —Arakawa Line —Akabane Line —Akabane
■ Linea 28
Kinshichō-Ekimae —Sarue Line —Suzaki Line —Chiyodabashi Line —Marunouchi Line —Tochō-mae
■ Linea 29
Kasaibashi —Kasaibashi Line —Sunamachi Line —Komatsugawa Line —Kōtōbashi Line —Ryōgokubashi Line —Sudachō
■ Linea 29 Temporal
Kasaibashi —Kasaibashi Line —Sunamachi Line —Suzaki Line —Chiyodabashi Line —Nihombashi
The temporal Linea operated at morning e evening.
■ Linea 30
Higashi-Mukōjima-Nichōme —Mukōjima Line —Azumabashi Line —Ueno Line —Sudachō
■ Linea 31
Minowabashi —Mikawashima Line —Senzoku Line —Kuramae Line —Muromachi Line —Marunouchi Line —Tochō-mae
■ Linea 32
Arakawa-Shako-mae —Arakawa Line —Takinogawa Line —Waseda Line —Waseda
■ Linea 33
Yotsuya-Sanchōme —Shinanomachi Line —Roppongi Line —Hamamatsuchō-Itchōme
■ Linea 34
Shibuya-Ekimae —Tengenjibashi Line —Tengenjibashi
■ Linea 35
Sugamo-Shako-mae —Sugamo Line —Hakusan Line —Suidōbashi Line —Keabashi Line —Mita Line —Nishi-Shimbashi-Itchōme
■ Linea 36
Kinshichō-Ekimae —Sarue Line —Shin-Ōhashi Line —Tsukiji Line —Tsukiji
■ Linea 37
Mita —Mita Line —Keabashi Line —Ryōgokubashi Line —Awajichō Line —Ueno Line —Dōzaka Line —Sendagi-Nichōme
■ Linea 38
Kishinbori-Shako-mae —Kōtōbashi Line —Komatsugawa Line —Sunamachi Line —Suzaki Line —Chiyodabashi Line —Nihombashi
■ Linea 39
Waseda —Edogawa Line —Tomisaka Line —Kiridōshi Line —Umayabashi Line —Umayabashi
■ Linea 40
Shimmeichō-Shako-mae —Dōzaka Line —Ueno Line —Hondōri Line —Ginza-Nanachōme
■ Linea 41
Shimurabashi —Shimura Line —Itabashi Line —Sugamo-Shako-mae